# الهتمی العتیق
الهتمی العتیق یک منطقهٔ مسکونی در قطر است که در شهرداری دوحه واقع شده‌است. الهتمی العتیق ۰٫۰۵ کیلومتر مربع مساحت دارد.